# Världsmästerskapen i modern femkamp
Världsmästerskapen i modern femkamp hade premiär 1949.

## Tävlingar
| Nummer  | År   | Plats – herrtävlingarna                      | Plats – damtävlingarna             |
| ------- | ---- | -------------------------------------------- | ---------------------------------- |
| I       | 1949 | Stockholm, Sverige                           |                                    |
| II      | 1950 | Bern, Bern, Schweiz                          |                                    |
| III     | 1951 | Helsingborg, Sverige                         |                                    |
| IV      | 1953 | Santo Domingo, Chile                         |                                    |
| V       | 1954 | Budapest, Ungern                             |                                    |
| VI      | 1955 | Zürich, Zürich, Schweiz                      |                                    |
| VII     | 1957 | Stockholm, Sverige                           |                                    |
| VIII    | 1958 | Aldershot, England, Storbritannien           |                                    |
| IX      | 1959 | Hershey, Pennsylvania, USA                   |                                    |
| X       | 1961 | Moskva, Ryska SFSR, Sovjet                   |                                    |
| XI      | 1962 | Mexico City, Mexiko                          |                                    |
| XII     | 1963 | Magglingen, Bern, Schweiz                    |                                    |
| XIII    | 1965 | Leipzig, Östtyskland                         |                                    |
| XIV     | 1966 | Melbourne, Victoria, Australien              |                                    |
| XV      | 1967 | Jönköping, Sverige                           |                                    |
| XVI     | 1969 | Budapest, Ungern                             |                                    |
| XVII    | 1970 | Warendorf, Nordrhein-Westfalen, Västtyskland |                                    |
| XVIII   | 1971 | San Antonio, Texas, USA                      |                                    |
| XIX     | 1973 | London, England, Storbritannien              |                                    |
| XX      | 1974 | Moskva, Ryska SFSR, Sovjet                   |                                    |
| XXI     | 1975 | Mexico City, Mexiko                          |                                    |
| XXII    | 1977 | San Antonio, Texas, USA                      |                                    |
| XXIII   | 1978 | Jönköping, Sverige                           |                                    |
| XXIV    | 1979 | Budapest, Ungern                             |                                    |
| XXV     | 1981 | Zielona Góra, Polen                          | London, England, Storbritannien    |
| XXVI    | 1982 | Rom, Italien                                 | Compiègne, Frankrike               |
| XXVII   | 1983 | Warendorf, Nordrhein-Westfalen, Västtyskland | Göteborg, Sverige                  |
| XXVIII  | 1984 |                                              | Köpenhamn, Danmark                 |
| XXIX    | 1985 | Melbourne, Victoria, Australien              | Montréal, Québec, Kanada           |
| XXX     | 1986 | Montecatini Terme, Italien                   | Montecatini Terme, Italien         |
| XXXI    | 1987 | Moulins, Frankrike                           | Bensheim, Hessen, Västtyskland     |
| XXXII   | 1988 |                                              | Warszawa, Polen                    |
| XXXIII  | 1989 | Budapest, Ungern                             | Wiener Neustadt, Österrike         |
| XXXIV   | 1990 | Lahtis, Finland                              | Linköping, Sverige                 |
| XXXV    | 1991 | San Antonio, Texas, USA                      | Sydney, Nya Sydwales, Australien   |
| XXXVI   | 1992 | Winterthur, Zürich, Schweiz                  | Budapest, Ungern                   |
| XXXVII  | 1993 | Darmstadt, Hessen, Tyskland                  | Darmstadt, Hessen, Tyskland        |
| XXXVIII | 1994 | Sheffield, England, Storbritannien           | Sheffield, England, Storbritannien |
| XXXIX   | 1995 | Basel, Basel-Stadt, Schweiz                  | Basel, Basel-Stadt, Schweiz        |
| XL      | 1996 | Rom Italien                                  | Siena Italien                      |
| XLI     | 1997 | Sofia, Bulgarien                             | Sofia, Bulgarien                   |
| XLII    | 1998 | Mexico City, Mexiko                          | Mexico City, Mexiko                |
| XLIII   | 1999 | Budapest, Ungern                             | Budapest, Ungern                   |
| XLIV    | 2000 | Pesaro, Italien                              | Pesaro, Italien                    |
| XLV     | 2001 | Millfield, England, Storbritannien           | Millfield, England, Storbritannien |
| XLVI    | 2002 | San Francisco, Kalifornien, USA              | San Francisco, Kalifornien, USA    |
| XLVII   | 2003 | Pesaro, Italien                              | Pesaro, Italien                    |
| XLVIII  | 2004 | Moskva, Ryssland                             | Moskva, Ryssland                   |
| XLIX    | 2005 | Warszawa, Polen                              | Warszawa, Polen                    |
| L       | 2006 | Guatemala City, Guatemala                    | Guatemala City, Guatemala          |
| LI      | 2007 | Berlin, Tyskland                             | Berlin, Tyskland                   |
| LII     | 2008 | Budapest, Ungern                             | Budapest, Ungern                   |
| LIII    | 2009 | London, England, Storbritannien              | London, England, Storbritannien    |
| LIV     | 2010 | Chengdu, Kina                                | Chengdu, Kina                      |
| LV      | 2011 | Moskva, Ryssland                             | Moskva, Ryssland                   |
| LVI     | 2012 | Rom, Italien                                 | Rom, Italien                       |
| LVII    | 2013 | Kaohsiung, Taiwan                            | Kaohsiung, Taiwan                  |
| LVIII   | 2014 | Spała, Polen                                 | Spała, Polen                       |

### Fotnoter
1. ↑  ”Arkiverade kopian”. Arkiverad från originalet den 14 juni 2012. https://web.archive.org/web/20120614023730/http://www.la84foundation.org/OlympicInformationCenter/OlympicReview/1983/ore192/ORE192zc.pdf. Läst 28 mars 2014.